# کوان هیوک سو
کوان هیوک سو (کره‌ای: 권혁수؛ زادهٔ ۶ مه ۱۹۸۶) بازیگر، خواننده و کمدین اهل کره جنوبی است. او حرفه خود را در اس‌ان‌ال کره آغاز کرد. او در مجموعه‌های تلویزیونی از جمله چرخه، بیا و بغلم کن و جذابیت شیطانی ایفای نقش کرده‌است.